# نصر الدين (عزبة)
عزبة نصر الدين، عزبة تابعة لقرية شابة، التابعة لمركز دسوق، التابع لمحافظة كفر الشيخ في جمهورية مصر العربية.